# Gilles Reithinger
Gilles Reithinger (Mulhouse, 25 novembre 1972) è un vescovo cattolico e missionario francese, dal 26 giugno 2021 vescovo titolare di Saint-Papoul.

## Biografia
Gilles Reithinger è nato a Mulhouse il 25 novembre 1972 ed è il maggiore dei tre figli di Paulette e Jean-Marie Reithinger. Da ragazzo frequentava la parrocchia di San Giuseppe.

### Formazione e ministero sacerdotale
Ha studiato al collegio François Villon e al liceo Lavoisier.
Dopo aver studiato biologia, è entrato nel seminario maggiore di Strasburgo e ha scorto una vocazione alla vita missionaria ad extra durante un soggiorno di cooperazione in Madagascar dal 1994 al 1996. Lì ha partecipato alla creazione di un'infermeria, ha prestato servizio nell'organizzazione della distribuzione dei pasti, ha collaborato con la cappellania penitenziaria nazionale ed è stato docente di francese nella diocesi di Ambatondrazaka.
Nel 1997 ha conseguito la licenza in teologia presso l'Université Marc Bloch di Strasburgo con una tesi su Sant'Ireneo di Lione. L'anno successivo ha ottenuto il diploma di studi universitari superiori (DESU) in teologia pratica e comunicazione e ha seguito i seminari del diploma di studi approfonditi (DEA) presso l'Università Marc Bloch di Strasburgo.
Il 21 giugno 1998 è stato ordinato diacono e ha svolto il ministero nella parrocchia di San Francesco Saverio a Parigi. Il 27 giugno 1999 è stato ordinato presbitero per l'arcidiocesi di Strasburgo come membro della Società per le missioni estere di Parigi nella cattedrale di Notre-Dame a Strasburgo. I superiori hanno deciso di inviarlo come missionario a Singapore e in Cina. Nel settembre del 1999 è stato inviato nel Regno Unito per perfezionare il suo inglese. Lì ha prestato servizio come vicario parrocchiale della parrocchia del Santissimo Redentore a Chelsea. Tornato a Singapore, ha svolto il ministero sacerdotale presso la parrocchia della Sacra Famiglia.
Nel 2004 è stato richiamato a Parigi ed è stato nominato rettore della cappella della casa generalizia in rue du Bac e responsabile della Salle des Martyrs. L'assemblea generale della Società delle Missioni Estere di Parigi gli ha inoltre chiesto di creare il servizio di animazione pastorale e culturale.
Dal 2004 al 2010 ha allestito un ricevimento catechistico per i visitatori che frequentano la Salle des Martyrs, la cappella, la cripta e gli oggetti lì custoditi. Gli è stato anche chiesto di creare una nuova versione della Revue des Missions Etrangères de Paris garantendo nel contempo la copertura mediatica delle attività della Società.
Nel 2010 l'assemblea generale della Società delle Missioni Estere di Parigi lo ha eletto vicario generale della Società per un periodo di sei anni. È stato anche il direttore della compagnia di radiodiffusione della congregazione.
Dal 2010 al 2013 è stato superiore della casa generalizia di Parigi e incaricato dell'animazione culturale e pastorale. Ha partecipato a diverse sessioni dell'UNESCO nell'ambito della delegazione della Santa Sede.
Il 9 aprile 2013 è stato nominato direttore del Centro Francia-Asia di rue Royer-Collard dal consiglio di amministrazione di questa scuola di lingue, per un periodo di tre anni iniziato il 1º settembre.
Il 1º luglio 2013, è stato anche nominato direttore del servizio di cooperazione internazionale della sua congregazione. Come tale, ha organizzato l'invio di 150 volontari all'anno in Asia e Madagascar e ha sostenuto inoltre la creazione di un servizio di volontariato per gli anziani.
Il 9 marzo 2016 il superiore generale Georges Colomb è stato nominato vescovo di La Rochelle. Reithinger gli è succeduto come superiore generale ad interim. Il 12 luglio successivo è stato eletto superiore generale per un periodo rinnovabile di sei anni.

### Ministero episcopale

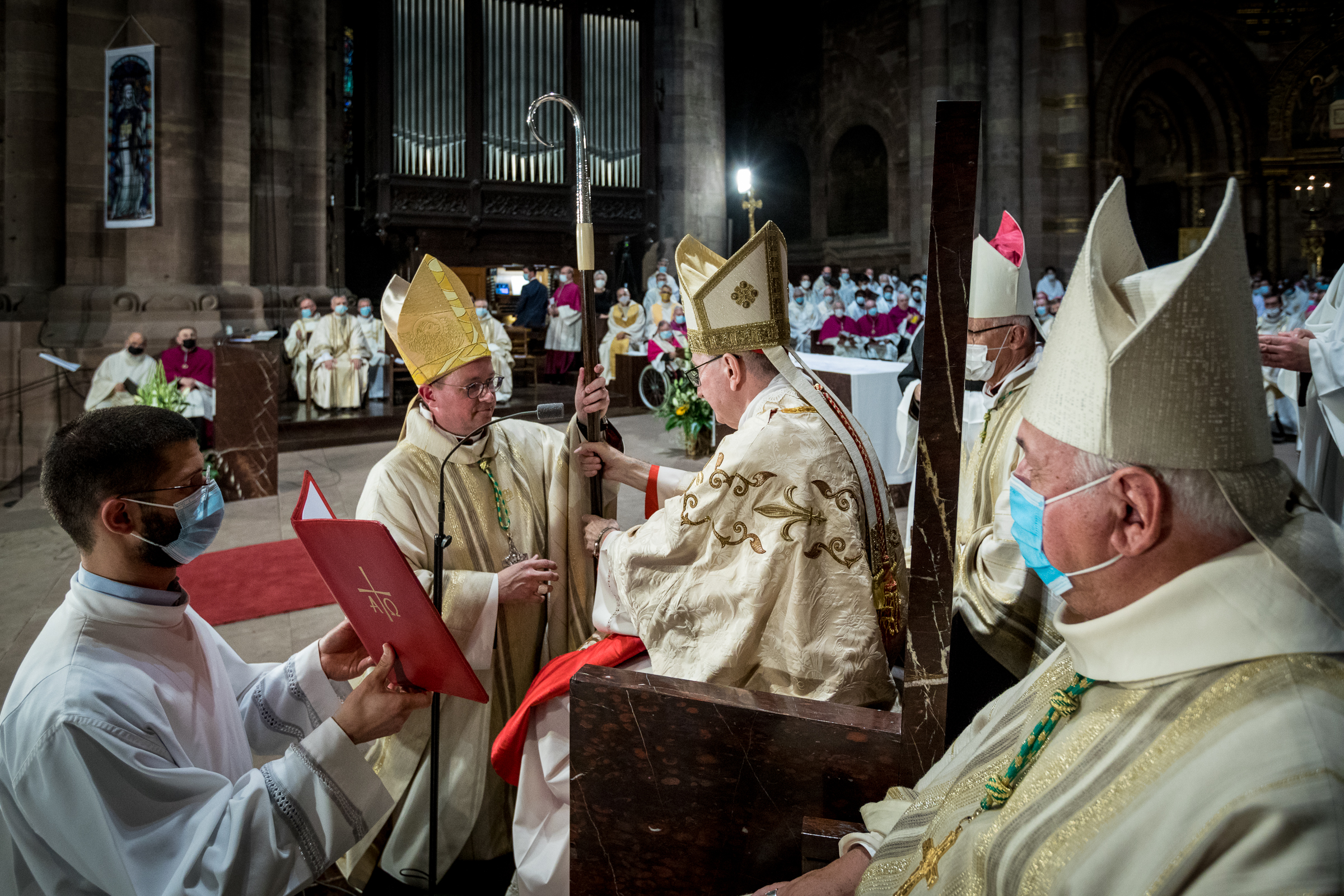
Monsignor Gilles Reithinger riceve il pastorale nella messa di ordinazione episcopale.

Il 26 giugno 2021 papa Francesco lo ha nominato vescovo ausiliare di Strasburgo e titolare di Saint-Papoul. Ha ricevuto l'ordinazione episcopale il 4 luglio successivo nella cattedrale di Notre-Dame a Strasburgo dal cardinale Pietro Parolin, Segretario di Stato di Sua Santità, in visita nella città in quanto legato pontificio per le celebrazioni in occasione del 1300º anniversario della morte di Sant'Ottilia, patrona dell'Alsazia, co-consacranti l'arcivescovo di Strasburgo Luc Marie Daniel Ravel e l'arcivescovo metropolita di Marsiglia Jean-Marc Noël Aveline. Con 48 anni di età è il più giovane vescovo francese.
Il 14 febbraio 2024 papa Francesco ha accettato la sua rinuncia all'ufficio di vescovo ausiliare di Strasburgo presentata per motivi di salute.

## Spiritualità

### Una spiritualità cristocentrica dopo la scuola francese
Forgiato dalla lettura della Bibbia e dalla sua meditazione in gruppo, monsignor Reithinger vive di una spiritualità centrata su Cristo ereditata dalla tradizione della scuola francese di spiritualità. All'inizio del suo ministero di sacerdote missionario, quando ha presentato la sua vita quotidiana a Singapore, ha affermato: "Ogni volta ho percepito che è stato Cristo a darmi un appuntamento; e oggi a Singapore so che Cristo ha qualcosa di specifico da dirmi, è qui che voleva farlo e non altrove".

### Una spiritualità missionaria influenzata da Henri de Lubac
Come missionario, Gilles Reithinger si distingue per una spiritualità sacerdotale rivolta alla missione ad gentes. Ha trascorso così i suoi primi tre anni a Singapore perfezionando la sua conoscenza della lingua cinese, sforzandosi di raggiungere le persone nella loro cultura secondo la tradizione missionaria dell'inculturazione. Impregnato della spiritualità di Henri de Lubac, pone l'incontro con l'altro al centro del suo apostolato e afferma di riconoscere il volto di Cristo nei popoli cristiani che serve, sempre segnati dall'importanza del "vivere insieme" e da un dialogo in un contesto multiculturale.
Prima di ciò, la sua esperienza nel Madagascar lo ha formato a una missione dinamica accanto ai vescovi di Ambatondrazaka Francesco Vòllaro e Antonio Scopelliti. Anche Sant'Ireneo di Lione, in particolare per la sua comprensione della nozione di ricapitolazione, lo ha influenzato molto.

## Opere[1]

### Libri
- Vingt-Trois Saints pour l'Asie: les martyrs des Missions étrangères de Paris, CLD et Missions étrangères de Paris, novembre 2010, 2010,  p. 280, ISBN 978-2-85443-548-1.
- L'Annonce de l'Evangile chez les Chin, Frémur, febbraio 2013.
- L'Asie face au pardon, Frémur, marzo 2014.
- Saints pour la mission. Les missions étrangères de Paris en Asie, CLD et Missions étrangères de Paris, 2018, ISBN 978-2854435849.
- Lettres à mes frères prêtres, MEP, luglio 2021.

### Articoli
- Présentation des MEP, in Nouvelle Rive Gauche, febbraio 2005.
- Suivre le chemin de l'étoile qui brille, in Peuple du monde, settembre 2005.
- Une porte ouverte sur l'Asie, in Paris Notre-Dame, 13 luglio 2006.
- La décapitation de saint Pierre Borie, in Les Essentiels, La Vie, gennaio 2008.
- Insolites Martyrs d'Extrême Orient, in L'Alsace, 14 marzo 2008.
- Théophane Vénard, in Sources Vives, novembre 2008,  p. 142.
- La Salle des Martyrs, in Histoire du Christianisme Magazine, giugno 2008.
- MEP, un'avventura missionaria lunga 350 anni, in Mondo e Missione, dicembre 2008.
- Les Missions Etrangères de Paris, in Spiritus, dicembre 2006,  pp. 416-422.

### Contribuiti in opere miscellanee
- con Julien Spiewak, Découvrir les martyrs d'Asie, in MEP, giugno 2007.
- con Michel Launay e Gérard Moussay, Les missions étrangères: trois siècles et demi d'histoire et d'aventure en Asie, Librairie Académique Perrin, 24 gennaio 2008,  p. 424, ISBN 978-2-262-02571-7., in particolare gli articoli Fondation du Séminaire des Missions Etrangères (pp. 63–73) e La Salle des Martyrs (pp. 259–261)
- con Catherine Marin, Femmes missionnaires en Asie, Angers, Frémur Éditions, 2011,  p. 133.
- con Francesco Follo, Mission et Cultures, Angers, Frémur Éditions, marzo 2013,  p. 154, ISBN 978-2-9525252-9-9.
- Le Séminaire des Missions étrangères de Paris (pp. 83–102) in  Raymond Brodeur, Hermann Giguère e Gilles Routhier, Parce qu'ils y ont cru, on le voit !: Le Séminaire de Québec célèbre ses 350 ans, in Presses de l'Université de Laval, Québec, dicembre 2013,  p. 264, ISBN 978-2-7637-2103-3.
- Foi et culture à la suite des Mep in  Faith and culture, Kerala, Pontifical institute Alwaye, aprile 2015.
- Dialogue social (pp. 59–66) in  Rapprochement des cultures par les langues, Actes du colloque UNESCO, marzo 2018.
- Misal and Mission, exploring the significance of Missionary Societies of Apostolic Life, 2018.
- Maximum Illud, aux sources d'une nouvelle ère missionnaire, Colloque, 2020.
- Mission et Culture, in Spiritus, n. 241, 2020.

## Genealogia episcopale
La genealogia episcopale è:
- Cardinale Scipione Rebiba
- Cardinale Giulio Antonio Santori
- Cardinale Girolamo Bernerio, O.P.
- Arcivescovo Galeazzo Sanvitale
- Cardinale Ludovico Ludovisi
- Cardinale Luigi Caetani
- Cardinale Ulderico Carpegna
- Cardinale Paluzzo Paluzzi Altieri degli Albertoni
- Papa Benedetto XIII
- Papa Benedetto XIV
- Papa Clemente XIII
- Cardinale Bernardino Giraud
- Cardinale Alessandro Mattei
- Cardinale Pietro Francesco Galleffi
- Cardinale Giacomo Filippo Fransoni
- Cardinale Antonio Saverio De Luca
- Arcivescovo Gregor Leonhard Andreas von Scherr, O.S.B.
- Arcivescovo Friedrich von Schreiber
- Arcivescovo Franz Joseph von Stein
- Arcivescovo Joseph von Schork
- Vescovo Ferdinand von Schlör
- Arcivescovo Johann Jakob von Hauck
- Vescovo Ludwig Sebastian
- Cardinale Joseph Wendel
- Arcivescovo Josef Schneider
- Vescovo Josef Stangl
- Papa Benedetto XVI
- Cardinale Pietro Parolin
- Vescovo Gilles Reithinger, M.E.P.

## Araldica
| Stemma | Blasonatura | Descrizione |
| ------ | --- | --- |
|        | Di rosso alla banda d'argento, caricato di un'ancora d'azzurro accompagnato in punta da un ramo di ulivo al naturale. Ornamenti esteriori da vescovo. Motto: "Spes contra spem". | Il rosso e l'argento sono i colori dell'Alsazia. L'ancora è un antico simbolo cristiano di speranza. L'azzurro è il colore della Società per le missioni estere di Parigi. Il ramo di ulivo è un simbolo di pace. Il motto è tratto da Rom 4,18, su laparola.net. Questa frase è usata "per definire l'atteggiamento di chi coltiva una fede incrollabile in un futuro migliore ed esorta a non rinunciare alla speranza, anche quando tutto sembra essere perduto". |